# Église Saint-Bénigne de Vallières
L'église Saint-Bénigne est une église située à Vallières, en France.

## Localisation
L'église est située sur la commune de Vallières, dans le département français de l'Aube.

## Historique
L'édifice est inscrit au titre des monuments historiques en 1926.

## Description

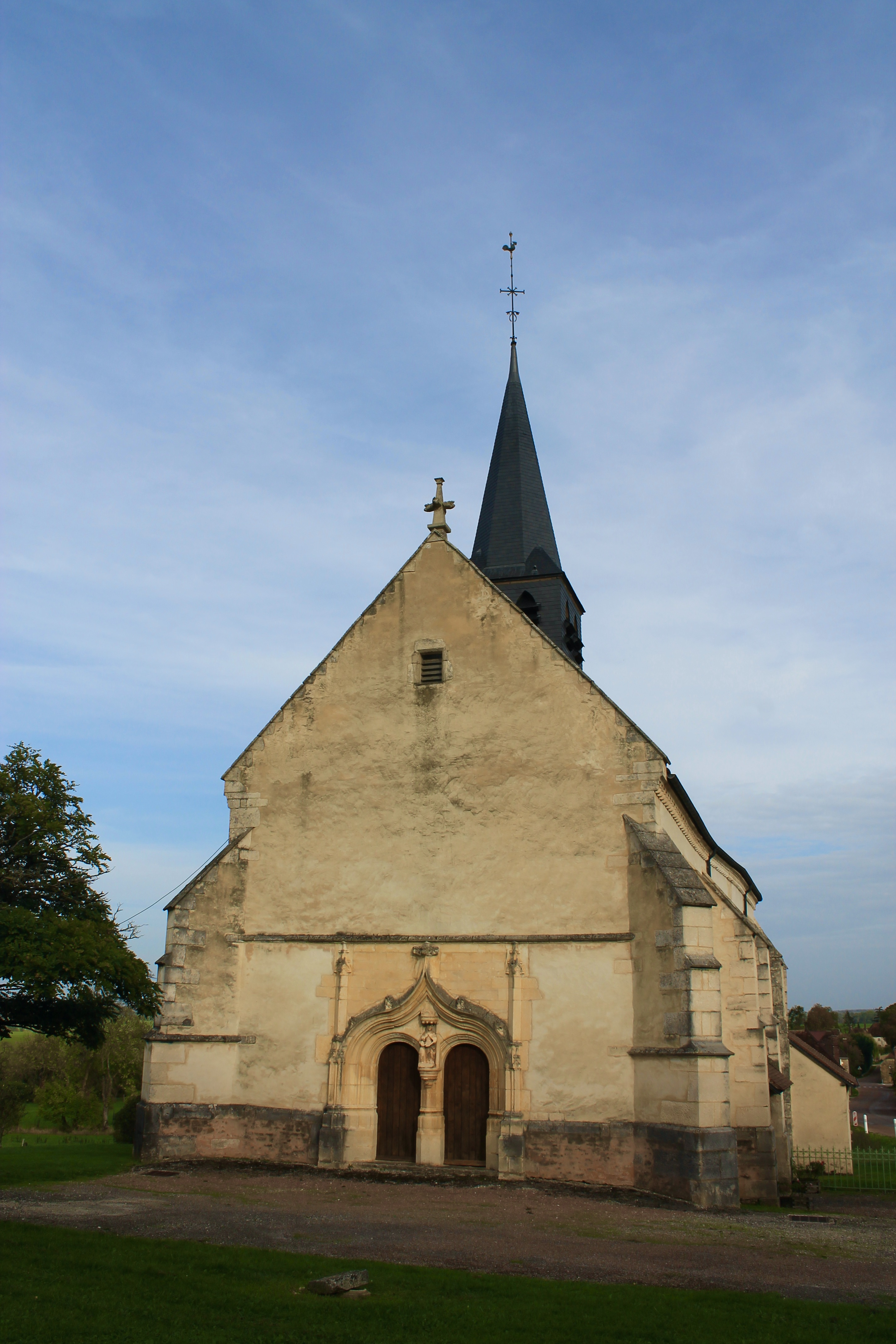
Façade de l'église